# Marionina diazi
Marionina diazi är en ringmaskart som beskrevs av Coates 1985. Marionina diazi ingår i släktet Marionina och familjen småringmaskar. Inga underarter finns listade i Catalogue of Life.